# Kéfir
Ne doit pas être confondu avec keffieh ou Nabil Fékir.

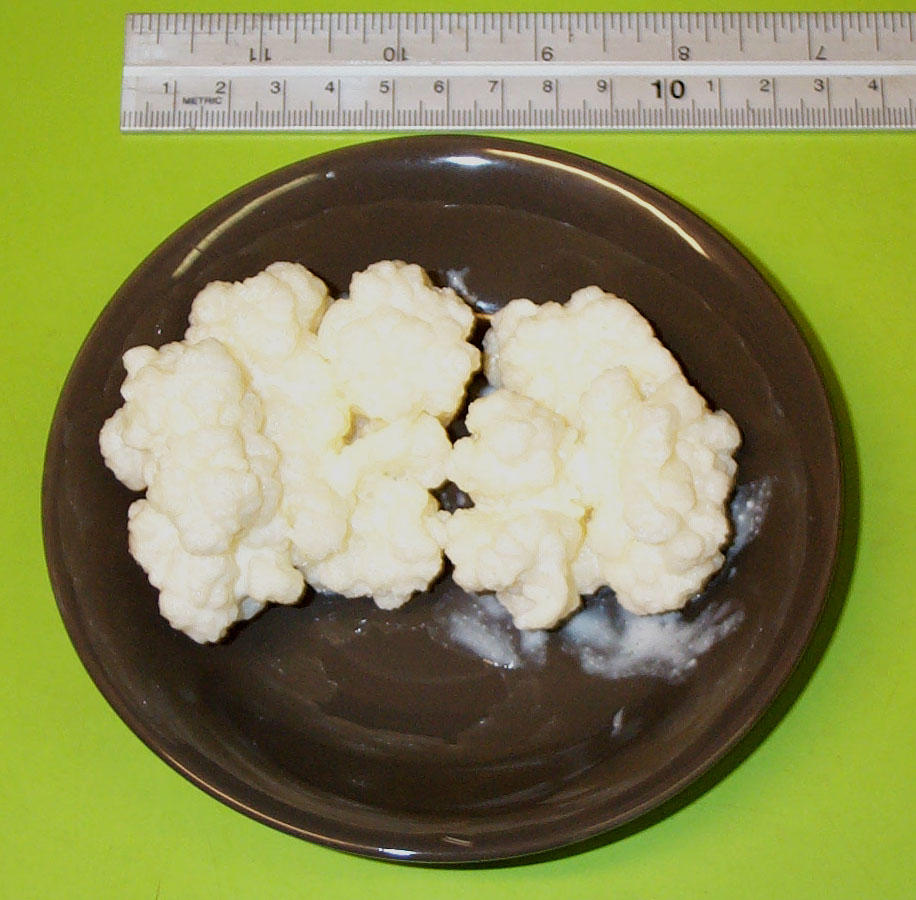
90 g de grains de kéfir de lait.

Le kéfir (anc. képhir) est une boisson issue de la fermentation du lait ou de jus de fruits sucrés, préparés à l’aide de « grains de kéfir », un levain constitué essentiellement de bactéries lactiques et de levures.
La boisson obtenue est légèrement gazeuse. En tant qu'aliment vivant, fournissant certains oligoéléments et micro-organismes, il est considéré comme un probiotique et utilisé pour ses propriétés diététiques (flore intestinale, transit, système immunitaire, etc.).
Il contient un peu d'alcool en quantité très faible comparé aux fermentations les plus courantes, le degré alcoolique se situe à moins de 1 %, souvent aux alentours de 0,5 %. Il peut varier suivant la durée de la fermentation et le mode de préparation (aérobie ou anaérobie), mais quand la fermentation est trop longue (plus de trois à quatre jours), la forte acidité rend le produit impropre à la consommation. Ces kéfirs « forts » longuement fermentés peuvent être utilisés comme conservateurs naturels.
Il ne faut pas confondre la dénomination « kéfir », qui désigne le produit obtenu, avec les « grains de kéfir » qui sont des amalgames de micro-organismes formant des « grains » plus ou moins friables qui servent à ensemencer la boisson.

## Historique
(mars 2025).
Si vous disposez d'ouvrages ou d'articles de référence ou si vous connaissez des sites web de qualité traitant du thème abordé ici, merci de compléter l'article en donnant les références utiles à sa vérifiabilité et en les liant à la section « Notes et références ».
Le mot kéfir vient d'une langue du Caucase[Laquelle ?]
,
où on le boit depuis au moins la haute Antiquité[évasif]
.
En Europe, il est consommé régulièrement[pas clair] en Russie où une importante littérature scientifique lui est consacrée[réf. nécessaire] et où il est également distribué aux patients des hôpitaux comme complément de santé[réf. nécessaire], en Pologne, en Turquie, en Serbie, en Slovénie et en Bulgarie comme boisson traditionnelle avec la gibanica. La Russie et la Pologne sont les plus grands producteurs de cette boisson lactée[réf. souhaitée].
Populaires parmi les bergers nomades vivant dans les steppes du sud et de l'est de la Russie, le koumis et le kéfir des hauts plateaux caucasiens, les boissons à base de lait fermenté n'ont longtemps pas intéressé les scientifiques européens. Le prétendu vin de lait, vinum lactis, a été mentionné dans les récits de voyage dès le XIIIe siècle, mais ce n'est qu'au XVIIIe siècle que l'on s'intéresse au koumis comme moyen médicinal. Au XIXe siècle, et surtout dans la seconde moitié, les travaux scientifiques sur le koumis se multiplient, et à la fin des années 1860 sur le kéfir également. Au départ, les boissons à base de lait fermenté intéressaient surtout les médecins russes, puis polonais et allemands. Dans leurs publications, un certain nombre de questions étaient abordées, concernant par exemple la méthode d'obtention du koumis et du kéfir, leur composition chimique, leurs procédés de fermentation, leurs propriétés diététiques et thérapeutiques ainsi que les cures pratiquées dans les établissements dits de koumis et de kéfir. Dans certaines études on présentait des données relatives à l'histoire de l'utilisation des boissons à base de lait fermenté.
L'histoire de l'utilisation du kéfir est présentée dans l'article de Maksymilian Heilpern (pl). Le kéfir (le nom vient du mot "kefi", qui signifie dans le Caucase « choix, meilleure qualité ») était fabriqué à partir du lait frais de vache, de brebis ou de chèvre, qui était versé dans un sac en cuir (appelé bourdiouk) et on y ajoutait du ferment (grains de kéfir); le sac était noué par une corde et laissé pendant un à deux jours à une température comprise entre 20 et 23°C, le sac était agité de temps à autre. Le kéfir était utilisé comme boisson quotidienne, on lui attribuait également des propriétés thérapeutiques et il était utilisé dans les maladies de l'estomac, des poumons et des bronches. La méthode de préparation du kéfir était un mystère et les grains du kéfir étaient considérés comme sacrés et appelés le « millet du prophète » parce que, selon l'une des légendes, Mahomet fut le premier à les livrer aux gens, et les grains allaient disparaître quand au moins l'un d'eux aurait été donné aux giaours (terme péjoratif en terre d'islam pour désigner les non-musulmans). Une autre légende dit que les grains de kéfir ont été données par Allah lui-même à l'un des vieillards, en gage de grâce pour la tribu honnête et efficace de Karatchaïs. Selon l'opinion des chercheurs russes cités par Heilpern, ces légendes soutenaient la croyance en la force et l'origine céleste du kéfir, qui ne pouvait être utilisé que par le peuple élu, et en même temps servaient à garder secrètes les informations sur l'origine des grains de kéfir. Le secret n'a pas été gardé longtemps cependant, et le kéfir est devenu une boisson rafraîchissante populaire d'abord en Crimée, et dans les années 1880, la façon de la préparer était déjà connue dans toute la Russie. Selon Heilpern, la première mention enregistrée du kéfir fut la note d'un médecin nommé Djoguine, qui fut présentée en 1866 à la Société caucasienne de médecine. En 1867, le docteur Sipovich, membre de cette société présenta ses commentaires sur le kéfir comme boisson de certaines tribus des montagnes du Caucase septentrional. Les deux références sont passées inaperçues.
Ce n'est que 10 ans plus tard, en 1877, que les travaux du Dr Szabłowski ont été publiés, contenant des informations sur la structure et la qualité du kéfir et des grains de kéfir, ainsi que sur la méthode de préparation de cette boisson. La première analyse approfondie des grains de kéfir a été effectuée par Edward Kern. La publication des résultats de l'analyse de Kern à Moscou en 1881 a conduit de nombreuses cliniques à entreprendre des recherches sur la signification thérapeutique du kéfir, et les laboratoires universitaires ont commencé à étudier la composition de la boisson et la structure des grains.
En 1908, le bactériologiste russe Ilya Metchnikov établit un lien entre l'âge relativement élevé des Roumains et des Bulgares et leur consommation régulière de lait fermenté. Lauréat du prix Nobel avec Paul Ehrlich pour les travaux sur l’immunité, il obtint une grande notoriété avec ses recherches dans le cadre de ses études sur les probiotiques : les bactéries qui produisent l'acide lactique, comme cela se passe dans le lait caillé et le yaourt, mais surtout dans le kéfir, servent d'après ses conceptions à prolonger la vie.
En 1893 fonctionne à Varsovie un kiosque dans le jardin de Saxe dont la propriétaire est Klavdia Sigalina, juive originaire de Géorgie, qui en aurait apporté la recette de fabrication. En 1896, son produit reçoit une médaille d'or lors de l'exposition hygiénique « Pour la diffusion du kéfir et sa qualité ». Quelques années plus tard Klavdia Sigalina possède le Premier établissement spécial de kéfir, 31 rue Królewska (Royale) et plusieurs buvettes à Varsovie, Lodz ou Otwock. Comme annonce l'affiche du Kurier Warszawski (journal local) de 1905, la consommation du kéfir est devenue très populaire grâce aux avis des notoriétés médicales, sollicitées, entre autres, par Claudia Sigalina pour promouvoir son produit,,.
Un autre kéfir existe, constitué d'autres bactéries, dit « kéfir de fruits ». Là aussi il pouvait s'agir d'un moyen de conserver quelques jours une boisson fruitée sans qu'elle ne devienne toxique.

## Le kéfir de lait

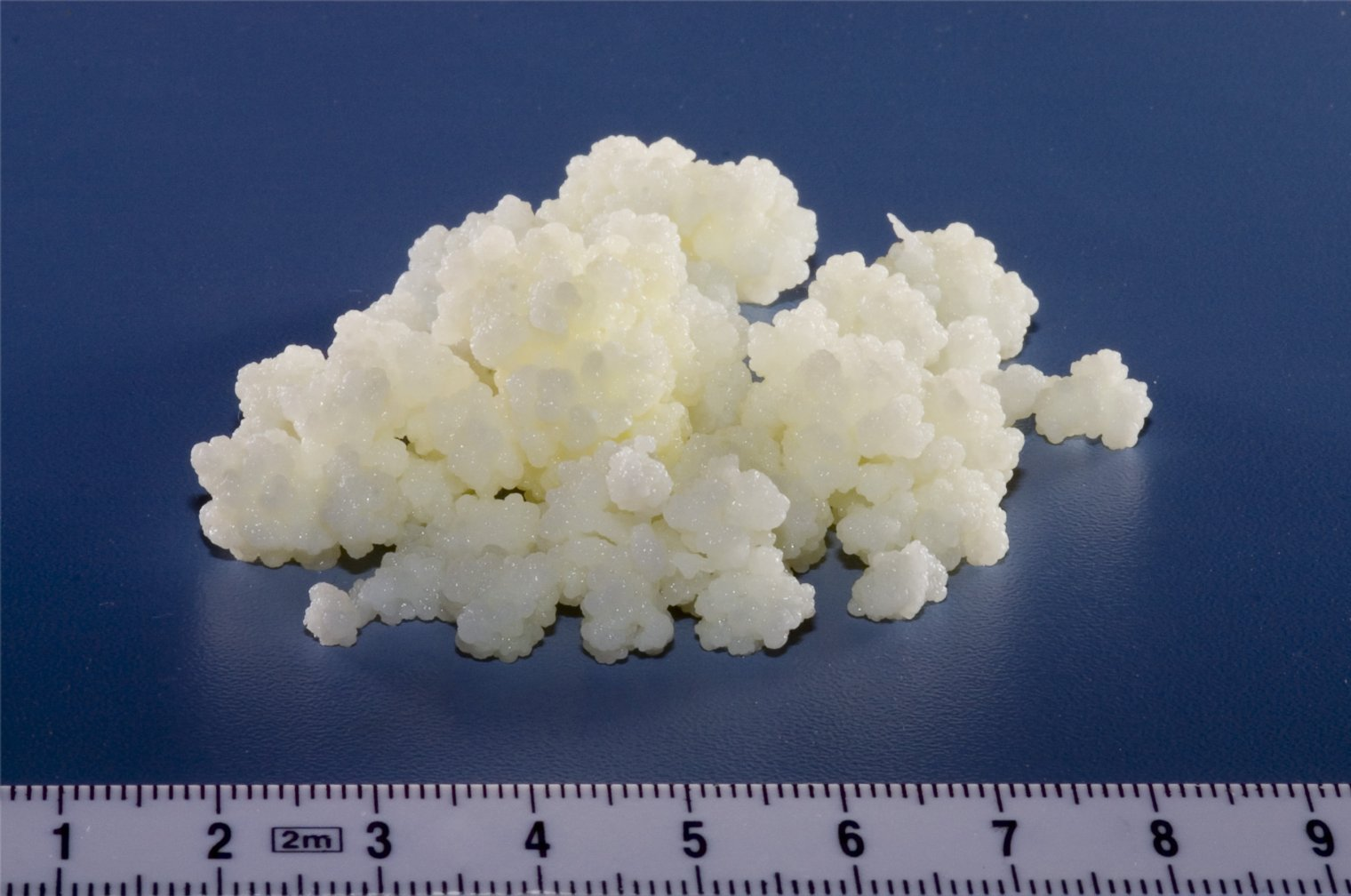
Grains de kéfir de lait.

Le kéfir de lait est obtenu à partir de grains de kéfir de lait qui se présentent sous diverses formes et ressemblent en général à de petites boules couvertes de boursouflures. Le grain est composé d'un mélange de caséine et de colonies gélatineuses de bactéries et levures actives ancrées dans une matrice de polysaccharides et de protéines de lait. Ces grains, quand ils grossissent, finissent par ressembler à un petit chou-fleur, on parle alors de la forme chou-fleur du kéfir de lait. Tout comme le lait fermenté (kéfir), les grains de kéfir de lait peuvent être consommés et apportent le spectre complet des différents organismes qui composent les grains à la flore intestinale[réf. souhaitée].
Les grains de kéfir provenant de différents endroits dans le monde peuvent avoir différentes combinaisons de bactéries et de levures, et ils peuvent eux-mêmes évoluer dans le temps. La micro-flore dominante est constituée des espèces Torula kefir, Lactobacillus caucasius, Leuconostoc species et Lactococcus lactis. En complément, on trouve 5-6 % de levures de fermentation du lactose.
Le kéfir est très semblable aux yaourts obtenus par d'autres bactéries (Streptococcus thermophilus et Lactobacillus bulgaricus). La principale différence est que les caillés de kéfir ont une faible tension superficielle. Cela permet au caillé d'être facilement réduit en petite taille, ce qui lui donne une consistance liquide et le rend buvable. Cette caractéristique est actuellement très utilisée dans la gamme des ferments type bifidus.
Le kéfir filtré avec un filtre en papier (filtre à café en papier, par exemple) donne une pâte : un « fromage blanc de kéfir », que l'on peut utiliser comme du fromage frais, et du lactosérum ou petit lait. Réalisé avec du lait entier, il a la texture du fromage italien mascarpone ou de la crème fraîche s'il est fouetté. Le lactosérum peut être consommé, servir à préparer le liquide d'une lactofermentation ou bien être utilisé pour le nettoyage.

## Le kéfir de fruit (ou kéfir d’eau ou kéfir d'eau et de fruits)

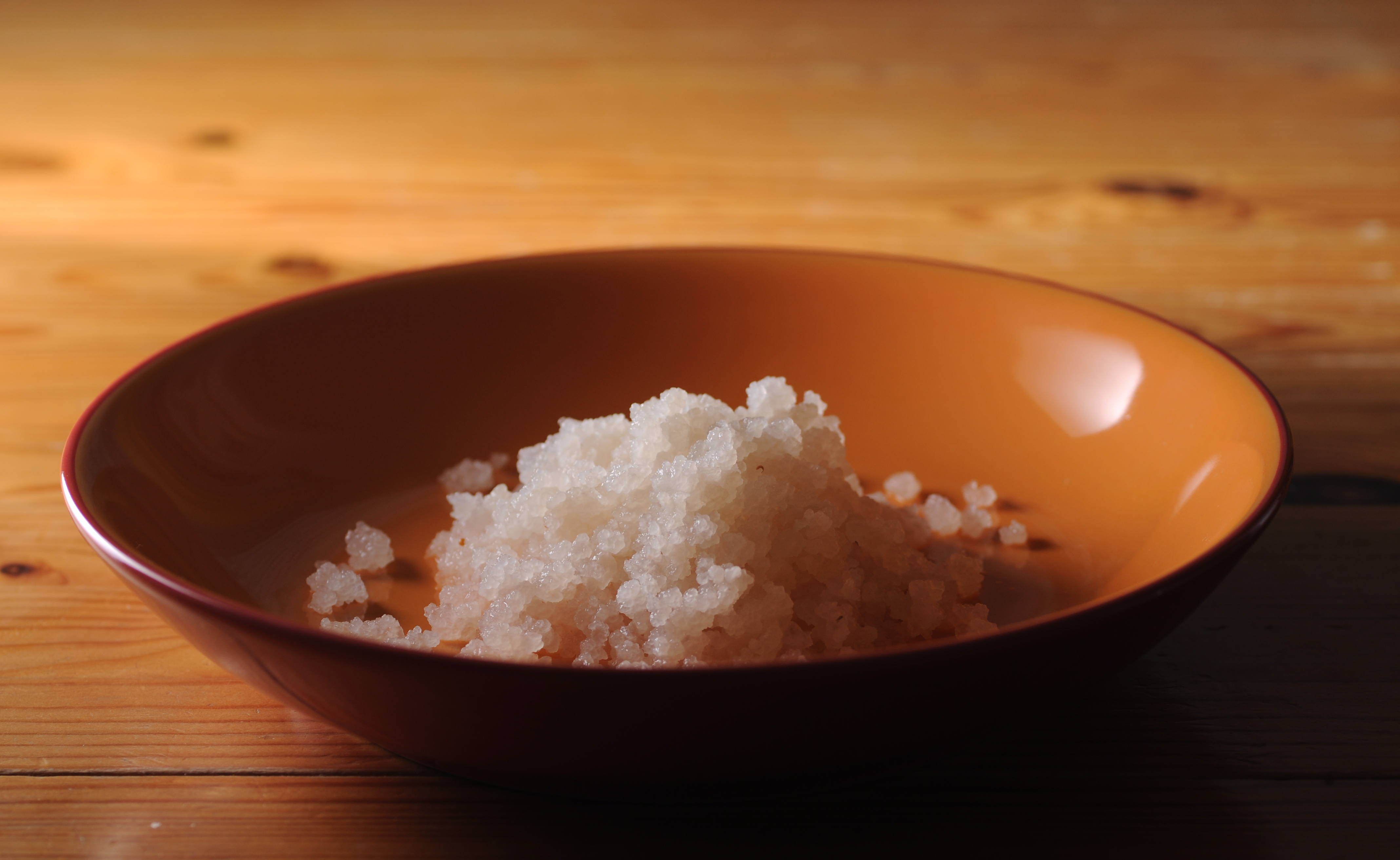
Grains de kéfir d’eau.

## Microbiologie du kéfir
Les « grains de kéfir » sont un agrégat de nombreuses espèces de micro-organismes vivant en symbiose. On en dénombre une trentaine en moyenne, mais la composition peut varier légèrement suivant la provenance des grains.
Les principales bactéries et levures que l'on peut trouver dans les grains de kéfir sont :
- pour le kéfir de lait : Lactobacillus delbrueckii subsp. bulgaricus, Lactobacillus casei, Lactococcus lactis, Lactococcus lactis biovar. diacetylactis, Leuconostoc citreum (en) et  Saccharomyces kefir.
La composition Yalacta[7] pour le kéfir de lait contient 6 souches microbiennes : Lactococcus lactis, Leuconostoc mesenteroides, Lactobacillus acidophilus, Streptococcus thermophilus, Bifidobacterium et Kluyveromyces marxianus (en) ;
- pour le kéfir de fruits : Lactobacillus delbrueckii subsp. bulgaricus, Lactococcus lactis, Saccharomyces cerevisiae.
La composition Yalacta[8] pour le kéfir de fruit contient 4 souches microbiennes : Lactococcus lactis, Saccharomyces cerevisiae, Leuconostoc mesenteroides et Lactobacillus paracasei (en).

En 2021, une étude microbiologique montre que les espèces de bactéries et de levures présentes dans le kéfir de lait sont en majorité incapables de se développer et même de survivre séparément dans le lait. Dans le kéfir elles collaborent, les unes produisant les métabolites nécessaires à la survie des autres.

## Kéfir et santé
- Il améliore la digestion et la tolérance au lactose chez les adultes digérant mal le lactose (mieux encore que le yogourt)[10].
- En tant que probiotique, il apporte des bactéries et levures utiles à la digestion et au bon fonctionnement de l'organisme, des vitamines et des minéraux assimilables, et les protéines complètes[11]. En facilitant le transit intestinal, ces bactéries réduisent la constipation. Sa forte teneur en calcium aide à combattre l'ostéoporose. Riche en protéines et peu calorique, il facilite la perte de poids. Il prévient les gastrites et renforce le système immunitaire en maintenant la flore intestinale en bonne santé[12][Information douteuse].
Administré à des rats de laboratoires, du kéfir de lait s'est montré capable d'améliorer le système immunitaire de jeunes rats (6 mois) exposés à une toxine (toxine cholérique). Les rats sénescents, âgés de 26 mois lors de l'expérience, n'ont toutefois pas connu de bénéfice. Cette différence a été associée à un net renforcement chez les jeunes rats de la sécrétion d'anticorps par les lymphocytes de la lamina propria intestinale et des plaques de Peyer[13].
- Cet effet reste discuté, mais il semble avoir, chez la souris de laboratoire, des effets antitumoraux ou contribuer à aider l'organisme à lutter contre certaines tumeurs[14].
- Selon Futura-Science, « grâce à sa teneur en vitamine D et en calcium, le kéfir dispose de nombreux bienfaits pour les os et pour le bon déroulement d'une grossesse chez les femmes enceintes. »[12][Information douteuse] D'autres sources incitent à consommer le kéfir avec prudence pendant la grossesse du fait de sa teneur en alcool (kefir effervescent)[15]. D'autre part, la concentration du kéfir en vitamine D est peu documentée[16].

Tout comme le kombucha, les boissons alcoolisées et toute boisson acide ou en train de fermenter, le kéfir ne doit en aucun cas être préparé dans un contenant en cristal, ou en céramique artisanalement vernissé/émaillé, car il peut alors se charger en plomb (source de saturnisme)ou autre métal ou métalloïde toxique

## Production
Le kéfir moderne est fabriqué en ajoutant des grains de kéfir au lait, généralement dans une proportion de 2 à 5 % de grains par rapport au lait,. Le mélange est ensuite placé dans un récipient résistant à la corrosion, tel qu'un bocal en verre, et stocké de préférence dans l'obscurité pour éviter la décomposition des vitamines sensibles à la lumière. Après une période de fermentation de 12 à 24 heures à température modérée, idéalement 20-25 °C, les grains sont séparés du lait à l'aide d'ustensiles résistants à la corrosion (acier inoxydable ou plastique) et conservés pour la préparation du lot suivant. En l'espace d'environ 24 heures à température ambiante, les grains deviennent actifs et transforment le sucre du lait (lactose) en acide lactique, en alcool (en petites quantités) et en dioxyde de carbone,. Pendant la fermentation, les grains grossissent et finissent par se séparer pour former de nouveaux morceaux.
Le liquide fermenté qui en résulte peut être bu, utilisé dans des recettes ou stocké dans un récipient hermétique pour une fermentation secondaire. En raison de son acidité, la boisson ne doit pas être conservée dans des récipients en métal réactif comme l'aluminium, le cuivre ou le zinc, car ces métaux peuvent s'y infiltrer avec le temps. La durée de conservation sans réfrigération est de 30 jours maximum.
À Taïwan, des chercheurs ont réussi à produire du kéfir en laboratoire en utilisant des micro-organismes isolés à partir de grains de kéfir. Ils rapportent que la boisson au kéfir obtenue est chimiquement similaire au kéfir fait maison.